# Bumerang

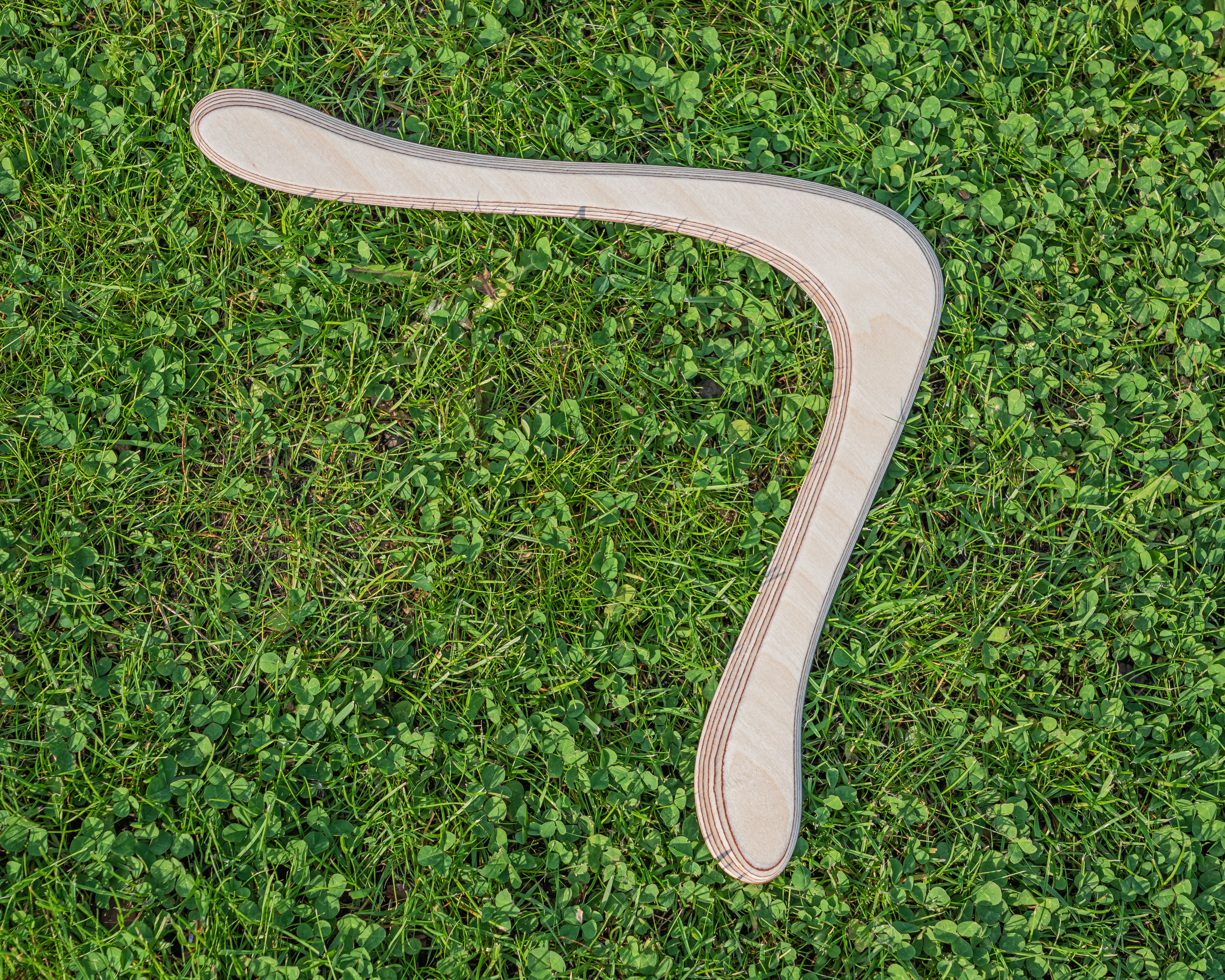
Bumerang tipic

Bumerangul este un instrument, de obicei confecționat din lemn, care poate fi lansat prin aruncare cu scopul de a lovi o țintă. Aruncat într-un anumit fel, dacă nu a atins ținta, bumerangul revine la locul de lansare.
Își are originea în armele primitive utilizate de aborigenii australieni la vânătoare și în război.
Bumerangurile au fost folosite pentru vânătoare, precum și pentru sport și divertisment. Ele sunt de obicei gândite ca o icoană australiană și au diferite forme și mărimi.

## Descriere
Un bumerang revine la punctul de unde a fost trimis
Un bumerang este în mod tradițional un dispozitiv de lemn lung, deși dispozitivele istorice asemănătoare bumerangului au fost de asemenea fabricate din oase. Bumerangul modern folosit pentru sport este adesea fabricat din placaj subțire de aeronave, materiale plastice precum ABS, polipropilenă, hârtie fenolică sau chiar materiale de înaltă tehnologie, cum ar fi materiale plastice armate cu fibră de carbon. Bumerangurile vin în mai multe forme și dimensiuni, în funcție de originea lor geografică sau tribală și funcția dorită. Mulți oameni  asociaza cuvantul bumerang cu modelul australian in forma de (V sau L), deși astăzi există multe tipuri de bumeranguri mai ușor de folosit, cum ar fi bastonul, pinionul, boomabird și multe alte tipuri mai puțin obișnuite.
O distincție importantă ar trebui făcută între întoarcerea bumeragurilor și bumeangurile care nu se întorc. Bumerangurile de întoarcere zboară și sunt exemple ale zborului mai devreme, mai greu decât aerul, făcut de om. Un bumerang care are o întoarcere are două sau mai multe aripi aripioare aranjate astfel încât rotația creează forțe aerodinamice dezechilibrate care își curbează calea astfel încât să se deplaseze într-o cale eliptică și să se întoarcă la punctul de origine atunci când sunt aruncate corect. În timp ce un stick de aruncare poate fi, de asemenea, în formă generală ca un bumerang care se întoarce, el este proiectat să călătorească cât mai drept, astfel încât să poată fi îndreptat și aruncat cu mare forță pentru a coborî jocul. Prin urmare, suprafețele sale sunt simetrice și nu sunt neuniforme ca aerofoile care dau bumerangului întoarcere cursa caracteristică curbă.
Tipul cel mai recunoscut al bumerangului este bumerangul care se întoarce în formă de L; în timp ce bumerangurile care nu se întorceau, arme de aruncare (sau shaunies) erau folosite ca arme, bumerangurile care se întorceau au fost folosiți în principal pentru odihnă sau recreere. Bumerangurile care au revenit au fost de asemenea folosiți pentru a momeala păsările de pradă aruncate deasupra ierbii lungi pentru a sperieri păsările de vânat în zbor și în plasele de așteptare. Bumerangurile care se întorc pot fi de diferite forme sau mărimi.
Dovezi istorice indică, de asemenea, folosirea bumerangurilor de americanii nativi din California și Arizona și a locuitorilor din sudul Indiei pentru uciderea păsărilor și a iepurilor [2]. Într-adevăr, unele bumeranguri nu au fost aruncate deloc, ci au fost folosite la îndemână pentru a lupta împotriva australienilor indigeni. [3] Exemplele egiptene vechi au fost însă recuperate, iar experimentele au arătat că au funcționat ca bumeranguri care se întorc.
Boomerangurile pot fi folosite în diverse moduri ca arme de vânătoare, instrumente muzicale percussive, cluburi de luptă, focuri de artificii, vrăjitoare pentru păsări de apă de vânătoare și jucării de agrement. Cel mai mic bumerang poate fi mai mic de 10 centimetri (4 in) de la vârf la vârf și cel mai mare de peste 180 cm (5,9 ft) în lungime. [5] Bumerangurile  pot fi inscriptionate și / sau pictate cu desene sau modele semnificative pentru factorii lor de decizie. Cele mai multe bumeranguri văzute astăzi sunt de tip turistic sau de competiție și sunt aproape invariabil de tip întoarcere.

## Etimologie
Originea termenului este în mare parte sigură, însă mulți cercetători au teorii diferite cu privire la modul în care cuvântul a intrat în vocabularul englez. O singură sursă afirmă că termenul a intrat în limba respectivă în 1827, adaptat dintr-o limbă aurindiană disparută din New South Wales, Australia, dar menționează o varianta, wo-mur-rang, care datează din 1798. Bumerangul a fost întâlnit pentru prima oară de oamenii occidentali la Farm Cove (Port Jackson), Australia, în decembrie 1804, când o armă a fost observată în timpul unei lupte tribale:
„... spectatorii albi au fost pe deplin uimiți de dexteritatea și de forța incredibilă cu care un bâlbâi îndoit și tăiat asemănător unui scimitar turc a fost aruncat de Bungary, un nativ distins de curtoazia lui remarcabilă. Arma, aruncată la distanță de 20 sau 30 de metri, răsuci în aer cu o viteză uimitoare și se aruncă pe brațul drept al unuia dintre adversarii săi, de fapt, a revenit la o distanță nu mai mică de 70 sau 80 de metri [64 sau 73 m], lăsând în urmă o încurcătură oribilă și o admirație universală incitantă.

- Agenția de publicitate din Sydney și New South Wales, 23 decembrie 1804”
David Collins a enumerat "Wo-mur-rang" ca unul din opt "nume de cluburi" în 1798. [8] Un manuscris anonim din 1790, în limba aboriginală din New South Wales, a raportat "Boo-mer-rit" ca "Scimiter".
În 1822, a fost descris detaliată și înregistrată ca un "bou-mar-rang" în limba poporului Turuwal (un subgrup al lui Darug) al râului Georges, lângă Port Jackson. Turawalul a folosit alte cuvinte pentru beculetele lor de vânătoare, dar a folosit "boomerang" pentru a se referi la un aruncător de întoarcere.

## Istorie
Explicațiile bumerangurilor aruncate asupra animalelor, cum ar fi cangurii, apar în unele dintre cele mai vechi arte rock din lume, arta indigenă de rock australian din regiunea Kimberly, care poate avea o vechime de până la 50.000 de ani. Șabloanele și picturile bumerangurilor apar de asemenea în arta rock a Apusului Papua, inclusiv pe Peninsula Capului Bird și Kaimana, probabil datând ultimului Glacial Maximum, când nivelele scăzute ale mării au dus la continuitatea culturală între Papua și Arnhem Land din Australia de Nord. Cele mai vechi supraviețuitoare din Aboriginalboomerangs australieni provin dintr-o cache găsită într-o turbă din Wyrie Swamp din Australia de Sud și datează la 10.000 î.Hr.
Deși în mod tradițional au fost considerat australien, bumerangul a fost găsit și în Europa veche, Egipt și America de Nord. Bumerangurile de vânătoare descoperite în Europa par să fi făcut parte din arsenalul de arme. [13] Un bumerang care a fost descoperit în Pestera Obłazowa din Munții Carpați din Polonia a fost făcut din colț de mamut și se crede, pe baza AMS datând obiecte găsite cu el, să aibă o vechime de aproximativ 30.000 de ani. În Olanda, bumeranguri s-au găsit în Vlaardingen și Velsen din primul secol î.Hr.  Regele Tutankhamun, faimosul Egiptul vechi al Pharaohofului, care a murit acum 3300 de ani, deținea o colecție de bumeranguri din soiul de vânătoare și de returnare.
Nimeni nu știe cu certitudine cum a fost inventat bumerangul care a revenit, dar unii producători moderni de bumerang speculează că sa dezvoltat de la bastonul aruncat, încă folosit de aborigenii australieni și de alte popoare indigene din întreaga lume, inclusiv Navajo din America de Nord. Un bumerang de vânătoare este echilibrat delicat și mult mai greu de făcut decât unul care se întoarce. Zborul curbător caracteristic pentru întoarcerea bumerangului a fost probabil întâi observat de către vânătorii timpurii încercând să "tune" bastoanele lor de aruncare pentru a zbura drept.

## Utilizare modernă
Astăzi, bumerangurile sunt cele mai utilizate pentru recreere. Există diferite tipuri de concursuri de aruncare: acuratețea returnării; Runda Aussie; trick catch; timpul maxim în sus; captura rapidă; și rezistență (vezi mai jos). Bumerangull sportiv modern (denumit adesea "boom" sau "rang") este fabricat din placaj finlandez de mesteacăn, lemn de esență tare, materiale plastice sau compozite și vine în multe forme și culori diferite. Cele mai multe bumeranguri de sport cântăresc în mod obișnuit mai puțin de 100 de grame (3,5 oz), cu bumeranguri MTA (bumerangul folosit pentru evenimentul maximal-timp aloft) adesea sub 25 de grame.
Bumerangurile au fost, de asemenea, sugerați ca o alternativă la porumbeii din lut în sportul cu pușcă, în care zborul bumerangului imită mai bine zborul unei păsări care oferă o țintă mai provocatoare.
Bumerangul modern este adesea proiectat pe calculator, proiectat cu cilindri de precizie. Numărul de "aripi" este adesea mai mare de 2, deoarece mai multă ridicare este asigurată de 3 sau 4 aripi decât de 2. [17] [18]
În 1992, astronautul german Ulf Merbold a realizat un experiment la bordul spațiului Spacelabthat, care a stabilit că bumerangul funcționează în gravitație zero, așa cum o fac pe Pământ. Astronautul francez Jean-François Clervoy la bordul lui Mir a repetat acest lucru în 1997. [19] În 2008, astronomul japonez Takao Doi a repetat din nou experimentul la bordul Stației Spațiale Internaționale.

## Vânătoare
Se crede unii că forma și calea de zbor eliptică a bumerangului care îl întoarce o face utilă pentru vânarea păsărilor și a animalelor mici sau pentru zgomotul generat de mișcarea bumerangului prin aer sau, de către un aruncător curajos, a unui copac a cărui ramuri găzduiește păsări, ar ajuta să sperie păsările spre aruncător. Mai mult, se presupune de către unii că aceasta a fost folosită pentru a speria turme sau grupuri de păsări în plase care erau de obicei strânse între copaci sau aruncate de vânători ascunși. În sud-estul Australiei, se susține că bumerangul a fost făcut să turma de rațe; înșelând-o ca un șoim, rațele se scufundau, spre vânători înarmați cu plase sau cluburi. [1] În ciuda acestor noțiuni și a unor afirmații similare făcute de câțiva scriitori europeni, nu există nici o înregistrare independentă contemporană a oricărei popoare aborigene care să folosească un boomerang care se întoarce ca armă.
În mod tradițional, cele mai multe bumeranguri folosite de grupurile aborigene din Australia au fost "nereturnate". Aceste arme, numite uneori "aruncătoare de aruncătoare" sau "kylies", au fost folosite pentru a vâna o varietate de pradă, de la canguri la papagali; la o distanță de aproximativ 100 de metri (330 ft),un bumerang care nu se întoarce de 2 kg (4.4 lb) ar putea provoca vătămări corporale la un animal mare. Un aruncător aruncat aproape orizontal poate să zboare pe o cale aproape dreaptă și ar putea cădea un cangur la impact asupra picioarelor sau a genunchilor, în timp ce emu cu gât lung ar putea fi ucis de o lovitură la gât. [Citare necesare] , cunoscute sub denumirea de "buulițe ciocănite", utilizate în nordul Australiei Centrale, au fost susținute că ucid mai multe păsări când sunt aruncate într-o turmă densă. Trebuie remarcat faptul că aruncătoarele sunt folosite ca unelte multifuncționale de către popoarele aborigene de astăzi și că, în afară de aruncare, ar putea fi folosite ca cluburi, utilizate pentru săpare, utilizate pentru a declanșa incendii de fricțiune și sunt sonore când două sunt lovite împreună.

## Design
Bumerangul de vânzare la Salonul de la Melbourne din 2005
Un bumerang care se întoarce este o aripă rotativă. Deși nu este o cerință ca bumerangul să fie în forma sa tradițională, este de obicei plat. Un bumerang care se încadrează începe să se rotească și mai apoi cădea într-o spirală. Când bumerangul este aruncat cu o rotație înaltă, un bumerang zboară într-o curbă mai degrabă decât o linie dreaptă. Când este aruncat corect, un bumerang revine la punctul de plecare.
Bumerangurile care se întorc sunt compuse din două sau mai multe brațe sau aripi, conectate sub un unghi. Fiecare aripă este formată ca o copertă.
Pe măsură ce aripile se rotesc și bumerangul se mișcă prin aer, acest lucru creează fluxul de aer peste aripi, ceea ce creează o ascensiune pe ambele "aripi". Cu toate acestea, în timpul unei jumătăți de rotație a fiecărei lame, se observă o viteză a aerului mai mare, deoarece viteza de rotație și viteza înainte se adaugă, iar când se află în cealaltă jumătate a rotației, viteza vârfului scade din viteza de avans. Astfel, dacă aruncați aproape vertical, fiecare lamă generează mai multă ridicare în partea de sus decât cea de jos.
Deși ar fi de așteptat ca acest lucru să determine bumerangul să se încline în jurul axei de deplasare, deoarece bumerangul are un moment angular semnificativ, efectul giroscopic face ca planul de rotație să se încline în jurul unei axe care este la 90 de grade față de direcția de zbor și acesta este ceea ce curbează zborul astfel încât să tindă să se întoarcă.
Astfel, precesiunea giroscopică este ceea ce face ca bumerangul să se întoarcă la aruncător când este aruncat corect. Aceasta este, de asemenea, ceea ce face bumerangul zbura direct în aer atunci când este aruncat incorect. Cu excepția bumerangurilor pe distanțe lungi, acestea nu ar trebui să fie aruncate pe lateral sau ca un Frisbee, ci mai degrabă aruncate cu axa lungă a aripilor care se rotesc într-un plan aproape vertical.
Bumerangurile rapide de captură au de obicei trei sau mai multe aripi simetrice (văzute de sus), în timp ce un bumerangurile de distanțe lungi este cel mai adesea asemănător unui semn de întrebare. [24] Bumerangul maxim de timp Aloft are mai mult o aripa considerabil mai lungă decât cealaltă. Această caracteristică, alături de curbele și răsucirile executate cu atenție în aripi, ajută la stabilirea unui efect de "rotație automată" pentru a maximiza timpul de mișcare al bumerangului, coborând din cel mai înalt punct al zborului său.
Unele bumeranguri au turbulatoare - bumps sau gropi pe suprafața superioară care acționează pentru a crește ascensorul ca activatori de tranziție a stratului de graniță (pentru a menține fluxul atașat turbulent în loc de separare laminară).